# Campylorhynchus fasciatus
Carriça-ondulada ou garrincha-ondulada (Campylorhynchus fasciatus) é uma espécie de ave da família Troglodytidae.
Pode ser encontrada nos seguintes países: Equador e Peru.
Os seus habitats naturais são: florestas secas tropicais ou subtropicais , florestas subtropicais ou tropicais húmidas de baixa altitude, matagal árido tropical ou subtropical e matagal tropical ou subtropical de alta altitude.